# هوتنسلبن
هوتنسلبن (به آلمانی: Hötensleben) یک شهر در آلمان است که در Börde واقع شده‌است. هوتنسلبن ۳٬۹۹۵ نفر جمعیت دارد.